# Hallenhockey-Europameisterschaft der Herren 2003
Die Hallenhockey-Europameisterschaft der Herren 2003 war die zehnte Ausgabe der Hallenhockey-Europameisterschaft der Herren. Sie fand vom 17. bis 19. Januar 2003 in Santander, Spanien statt. Rekordsieger Deutschland blieb auch weiterhin einziger Europameister, Frankreich und Russland stiegen in die "B-EM" ab.

## Vorrunde

### Gruppe A
In der Gruppe A konnte sich Deutschland als erster durchsetzen und zog in die nächste Runde ein
| Team 1      | Team 2      | Ergebnis |
| ----------- | ----------- | -------- |
| Deutschland | Tschechien  | 6 : 0    |
| Frankreich  | Russland    | 6 : 7    |
| Russland    | Deutschland | 3 : 7    |
| Frankreich  | Tschechien  | 5 : 5    |
| Russland    | Tschechien  | 5 : 9    |
| Frankreich  | Deutschland | 4 : 9    |

Tabelle
| Rang | Land        | Spiele | Tore  | Differenz | Punkte |
| ---- | ----------- | ------ | ----- | --------- | ------ |
| 1    | Deutschland | 3      | 22:7  | +15       | 9      |
| 2    | Tschechien  | 3      | 14:17 | +3        | 4      |
| 3    | Russland    | 3      | 19:22 | −3        | 3      |
| 4    | Frankreich  | 3      | 15:21 | −6        | 1      |

### Gruppe B
| Team 1      | Team 2      | Ergebnis |
| ----------- | ----------- | -------- |
| Spanien     | Schweiz     | 4 : 5    |
| Polen       | Niederlande | 3 : 5    |
| Polen       | Schweiz     | 9 : 5    |
| Spanien     | Niederlande | 6 : 3    |
| Polen       | Spanien     | 8 : 6    |
| Niederlande | Schweiz     | 3 : 6    |

Tabelle
| Rang | Land        | Spiele | Tore  | Differenz | Punkte |
| ---- | ----------- | ------ | ----- | --------- | ------ |
| 1    | Spanien     | 3      | 18:14 | +4        | 6      |
| 2    | Schweiz     | 3      | 16:16 | +0        | 6      |
| 3    | Polen       | 3      | 18:18 | +0        | 3      |
| 4    | Niederlande | 3      | 11:15 | −4        | 3      |

## Spiele um Platz 5–8
| Team 1   | Team 2      | Ergebnis |
| -------- | ----------- | -------- |
| Russland | Niederlande | 5: 12    |
| Polen    | Frankreich  | 5:3      |

## Spiel um Platz 5
| Team 1      | Team 2 | Ergebnis |
| ----------- | ------ | -------- |
| Niederlande | Polen  | 7 :13    |

## Spiel um Platz 7
| Team 1   | Team 2     | Ergebnis |
| -------- | ---------- | -------- |
| Russland | Frankreich | 4 : 7    |

## Halbfinale
Deutschland gewann im ersten Halbfinale deutlich mit 7:1 und zog ins Finale ein. Im zweiten Spiel setzte sich Spanien mit 8:2 durch und zog wie Deutschland ins Finale ein.
| Team 1      | Team 2  | Ergebnis |
| ----------- | ------- | -------- |
| Deutschland | Schweiz | 7 : 1    |
| Tschechien  | Spanien | 2 : 8    |

## Spiel um Platz 3
| Team 1     | Team 2  | Ergebnis |
| ---------- | ------- | -------- |
| Tschechien | Schweiz | 2 : 3    |

## Finale
Im Finale setzte sich Deutschland mit 6:1 gegen Spanien durch
| Team 1      | Team 2  | Ergebnis |
| ----------- | ------- | -------- |
| Deutschland | Spanien | 6 : 1    |